# El Castillo (Guanajuato)
El Castillo es una localidad del estado mexicano de Guanajuato. Es parte del municipio de Apaseo el Grande.

## Demografía
| Gráfica de evolución demográfica |
|                                  |

| Censo | Población |
| ----- | --------- |
| 1900  | 426       |
| 1910  | 515       |
| 1921  | 461       |
| 1930  | 657       |
| 1940  | 683       |
| 1950  | 484       |
| 1960  | 639       |
| 1970  | 827       |
| 1980  | 1 227     |
| 1990  | 1 573     |
| 2000  | 2 043     |
| 2010  | 2 878     |
| 2020  | 3 982     |